# Самурай
Самура́й (яп. 侍, по-японски также используется слово «буси», 武士) — в феодальной Японии — светские феодалы-мужчины, начиная от крупных владетельных князей (даймё) и заканчивая мелкими дворянами; в узком и наиболее часто употребляемом значении — военно-феодальное сословие мелких дворян. Хотя слова «самурай» и «буси» очень близки по значению, всё же «бу» (воин) — более широкое понятие, и оно не всегда относится к самураю. Часто проводят аналогию между самураями и европейским средневековым рыцарством, но такое сравнение во многом неверно. Женщины самурайского сословия, владевшие оружием, именовались онна-бугэйся.

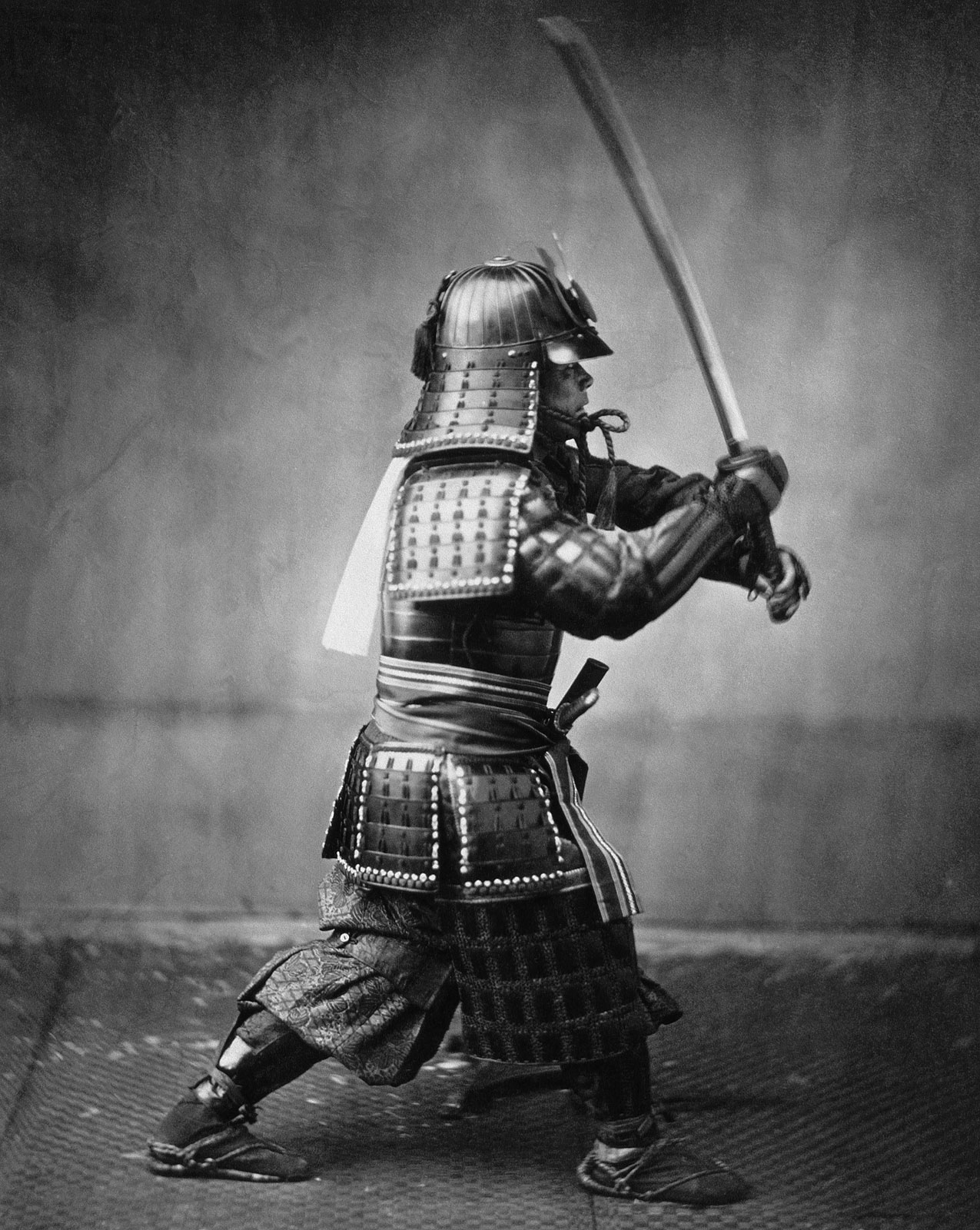
Вооружённый самурай в доспехах, фото 1860 г.

Само же слово «самурай» происходит от старинной неопределённой формы глагола «служить» (яп. 侍ふ сабурау); то есть самурай — служилый человек. Самураи — не только воины-рыцари. Они были и телохранителями своего даймё или сюзерена, и в то же время его слугами в повседневной жизни.
Основным оружием самурая были два японских меча — дайсё. В XIV—XIX веках это были катана и вакидзаси. Кроме того, самурай должен был владеть длинным луком. Самурайские доспехи изготавливали из множества пластин, плотно пришнурованных друг к другу.

## История

### Зарождение

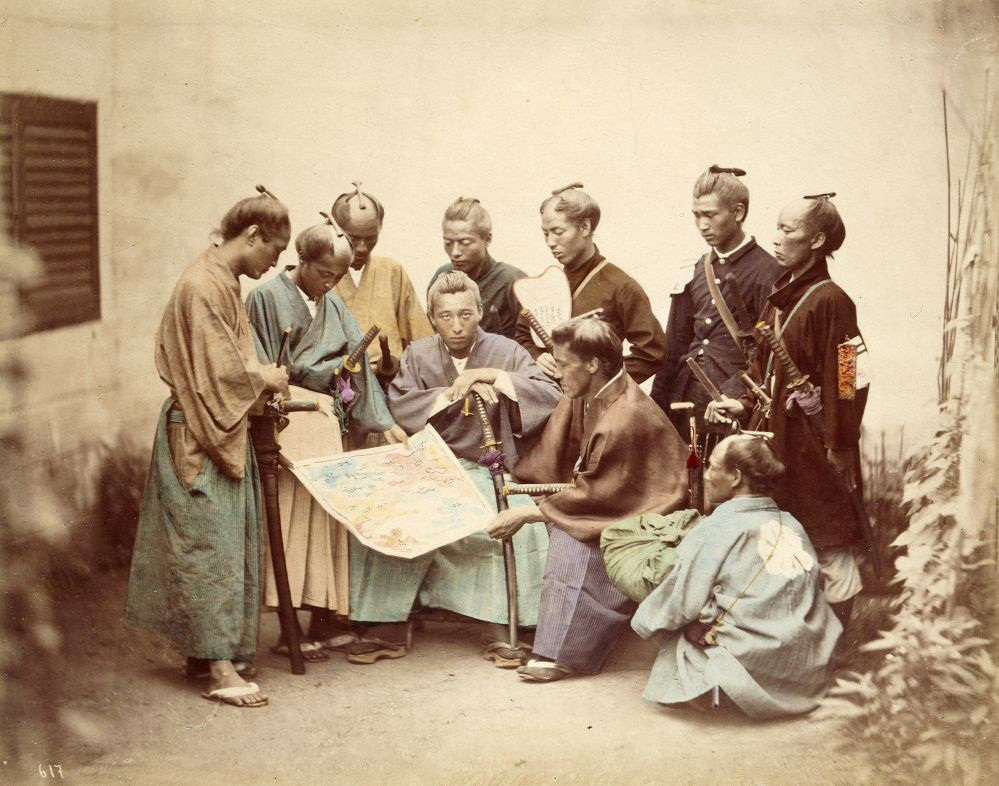
Самураи из княжества Сацума, боровшиеся на стороне императора в период Войны Босин, 1860-е гг.

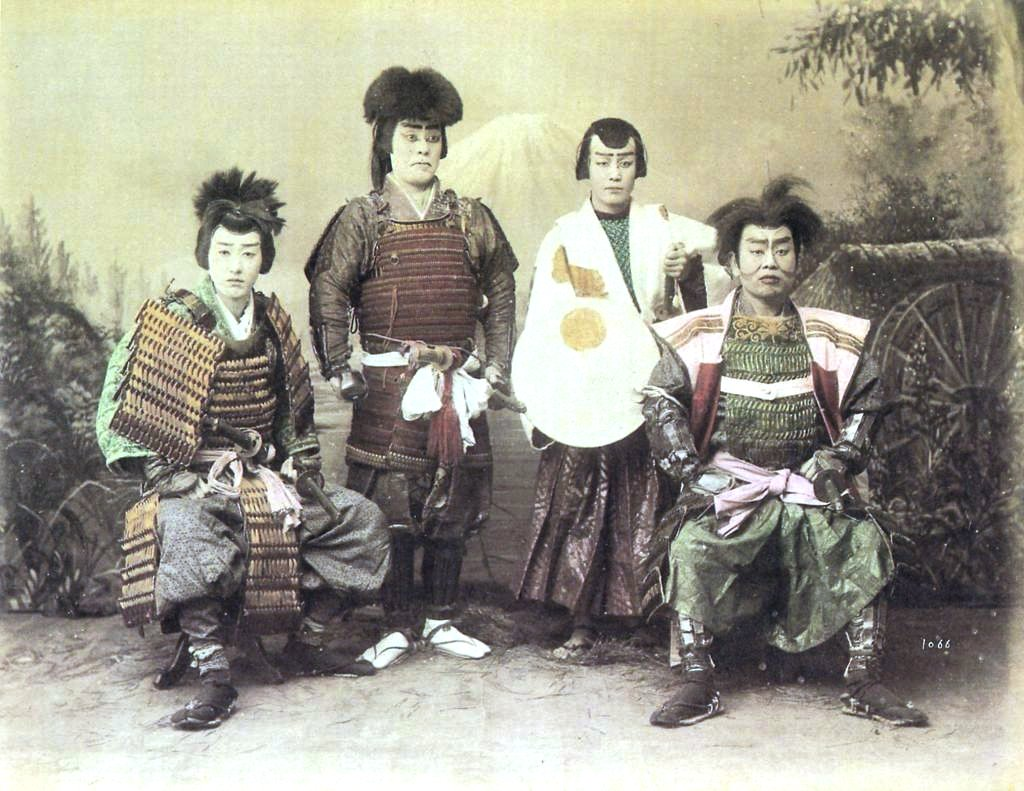
Актёры кабуки, изображающие самураев в доспехах, 1880 год

Самурайство зародилось в результате реформ Тайка 646 года, которые были проведены как попытка перенять политическую, бюрократическую и военную структуру империи Тан. Наибольший же толчок к развитию даймё и самураев как класса дал император Камму в конце VIII — начале IX века, обратившись за помощью к региональным кланам в борьбе против айнов.
В X—XII веках в процессе феодальных междоусобиц окончательно оформились владетельные роды, предводительствовавшие значительными военными силами, которые лишь номинально числились на императорской службе. К тому времени сложились и устои неписаного морального кодекса самурая «Путь лука и скакуна» («Кюба-но мити»), позже превратившегося в свод заповедей «Путь Воина» («Бусидо»). Также в этот период появилось сословие мелкого дворянства гокэнин.
Начало выделения самураев как особого сословия обычно датируется периодом правления в Японии феодального дома Минамото (1192—1333). Предшествовавшая этому затяжная и кровопролитная гражданская война (т. н. «Смута Гэмпэй») между феодальными домами Тайра и Минамото создала предпосылки для установления сёгуната — правления самурайского сословия с верховным военачальником (сёгуном) во главе.

### Золотой век

Минамото-но Ёритомо, первый сёгун Камакурского сёгуната

Золотым веком самурайства считается период от первого Сёгуна до войны Онин. С одной стороны, это был мирный период, не считая попытки монгольского вторжения; с другой — численность самураев не так велика, как при Токугава (когда чуть ли не каждый пятый японец-мужчина был самураем), что позволяло самураям иметь высокий статус.
После победы над домом Тайра, Минамото но Ёритомо вынудил императора присвоить ему титул сёгуна, а рыбацкое селение Камакура, где размещалась его штаб-квартира, превратил в свою резиденцию. Отныне сёгун становился самым могущественным человеком в стране: наивысшим по рангу самураем и главным министром в одном лице, он именовался словом сиккэн. Хотя официально верховная власть в государстве принадлежала императору, да и двор его сохранял определённое влияние, господствующее положение они утратили — император вынужден был соглашаться с решениями сёгуна под угрозой «добровольного» отречения от престола.
Ёритомо создал новый орган управления империей, именовавшийся «полевой ставкой» («бакуфу»). Как и сёгун, большинство его министров и их помощников были самураями. Благодаря этому, дух самурайского сословия проник во все сферы общественной жизни Японии.
Опытный полководец, Ёритомо на все важные посты в провинциях назначил людей, снискавших его доверие в войне Гэмпэй. Кроме того, в каждой провинции были учреждены две новые должности военного губернатора и земельного главы, подчинявшихся и подотчётных непосредственно бакуфу, главой которого был сам сёгун. Таким образом, сёгун и его министры были прекрасно осведомлены о том, что происходило в стране, и могли, в случае необходимости, своевременно принять решительные меры.
Камакурский сёгунат, просуществовавший около полутораста лет, открыл новую главу в истории Японии и самурайства.
Со средних веков и до отмены самурайского сословия существовала традиция гомосексуальных отношений между взрослым мужчиной и юношей — сюдо.

### Эпоха междоусобных войн

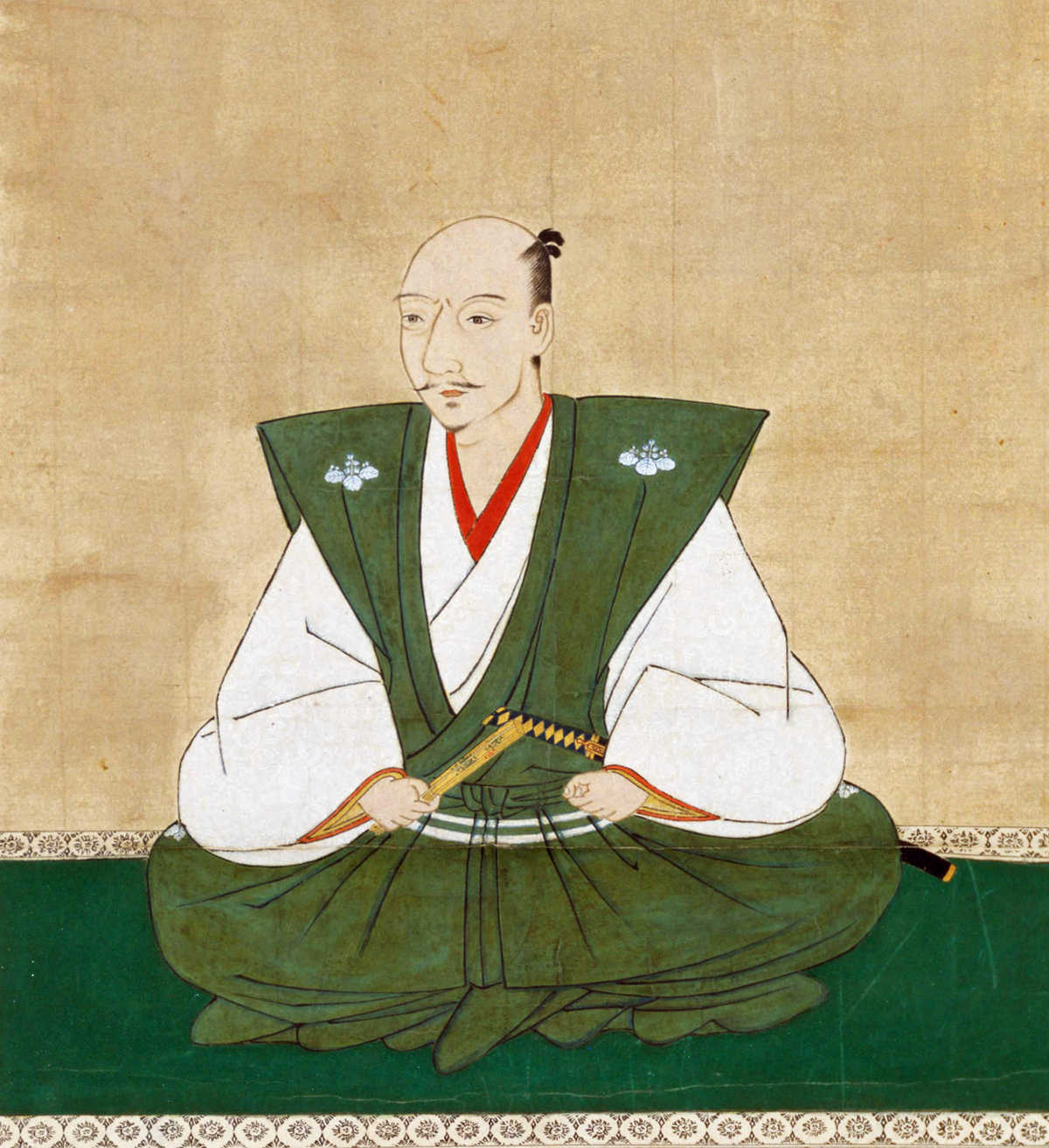
Ода Нобунага

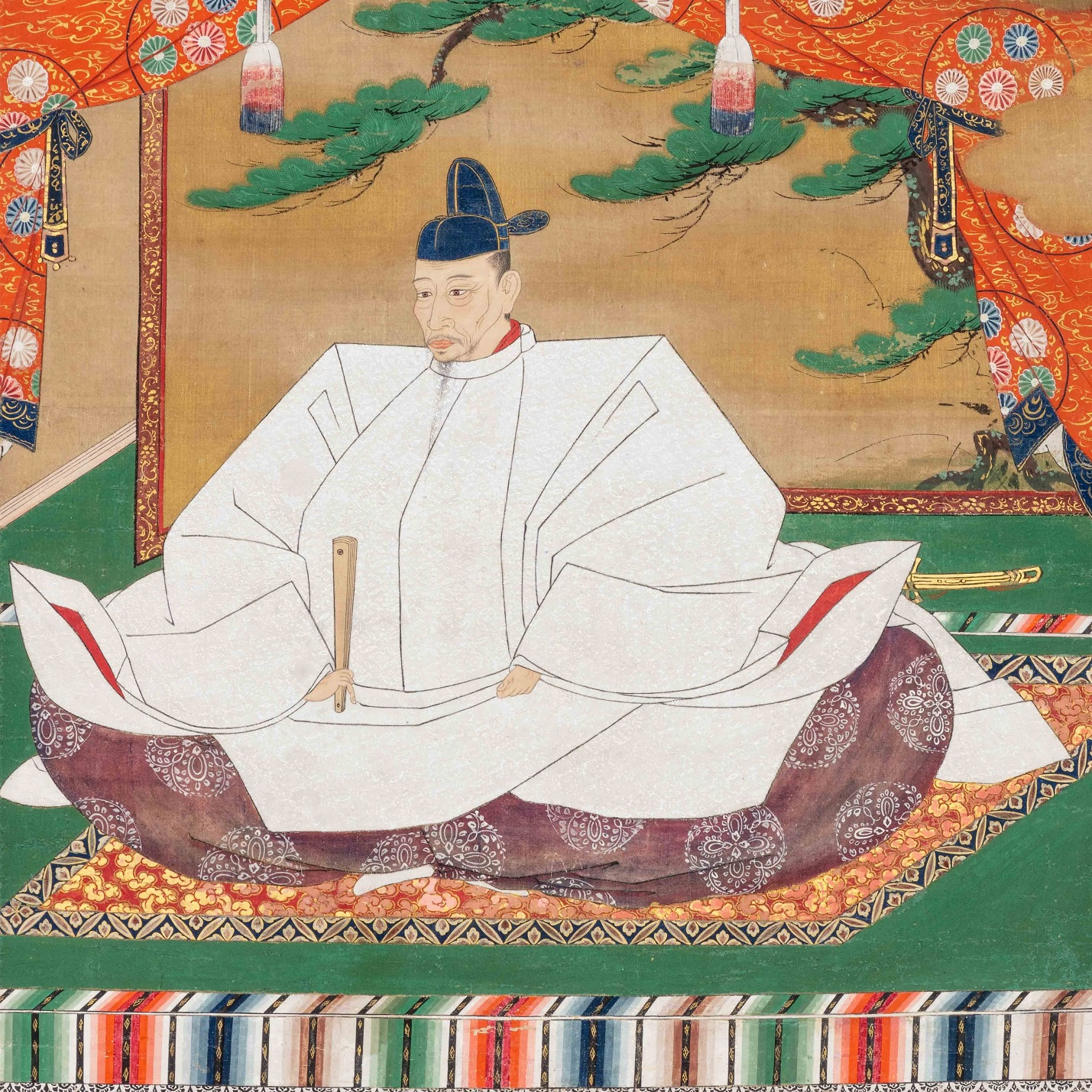
Тоётоми Хидэёси

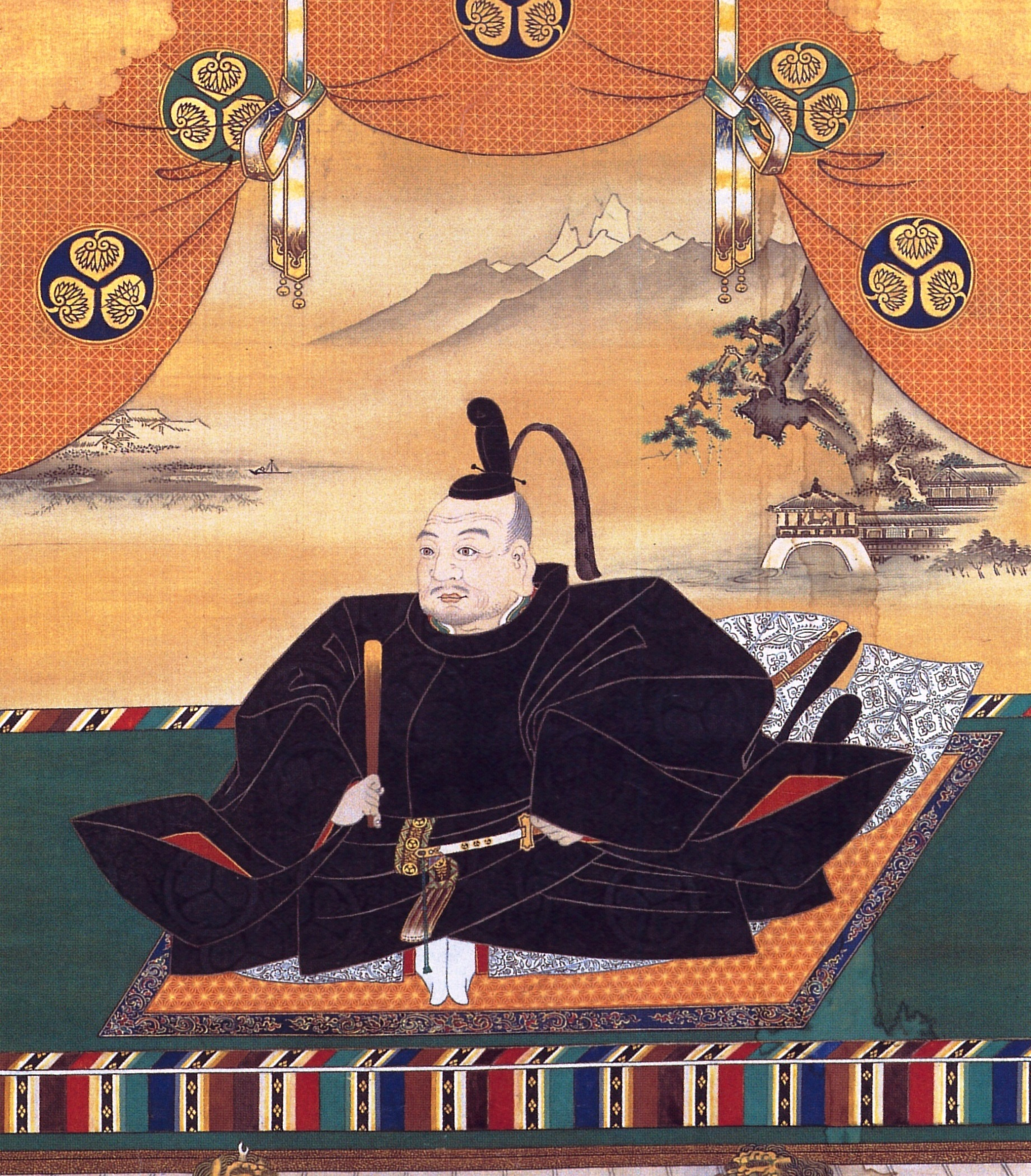
Токугава Иэясу

Со временем военные губернаторы становились всё более независимыми от сёгуната. Они превращались в крупных феодалов, сосредотачивая в своих руках богатые земельные наделы. Особенно усилились дома юго-западных провинций Японии, которые значительно увеличили свои вооружённые силы.
Кроме того, благодаря оживлённой торговле с Китаем и Кореей феодалы западных и юго-западных провинций, откуда она в основном велась, значительно обогатились. Камакурский сёгунат, не желая мириться с усилением отдельных самурайских домов, препятствовал торговой деятельности феодалов, что послужило одним из поводов для возникновения оппозиционных настроений по отношению к Камакурскому сёгунату среди самурайских домов.
В результате Камакурский сёгунат был низложен, а титул сёгуна перешёл к представителям дома Асикага. Первым сёгуном новой династии стал Асикага Такаудзи. Глава нового сёгуната оставил разрушенную во время междоусобицы прежнюю ставку бакуфу — Камакура — и вместе со всем правительством переехал в императорскую столицу Киото. Попав в Киото, сёгун и влиятельные самураи, для того, чтобы сравняться с кичливой придворной знатью, начали строить себе великолепные дворцы и постепенно погрязли в роскоши, безделье, интригах императорского двора и начали пренебрегать государственными делами.
Ослаблением централизованной власти немедленно воспользовались военные губернаторы провинций. Они формировали собственные отряды самураев, с которыми нападали на своих соседей, видя в каждом врага, пока, наконец, в стране не вспыхнула полномасштабная гражданская война.
Последняя фаза этой войны в средневековых хрониках именуется «эпоха сражающихся провинций». Длилась она с 1478 по 1577 год.
В середине XVI века казалось, что империя, сотрясаемая гражданской войной, развалится на отдельные государства, но даймё провинции Овара (в центральной части острова Хонсю) по имени Ода Нобунага удалось положить начало процессу нового объединения страны. Совершив несколько удачных военных походов против крупных феодалов и разгромив некоторые буддистские монастыри, участвовавшие в междоусобных войнах, Ода Нобунага смог подчинить своей власти центр страны с императорской столицей Киото. В 1573 году он сверг Асикага Ёсиаки, последнего сёгуна из семьи Асикага. Однако Ода Нобунага не смог завершить объединение Японии из-за измены и мятежа одного из своих генералов. В 1583 году в одном из храмов Киото Нобунага совершил сэппуку, чтобы избежать пленения армией предавшего его вассала.
Дело объединения страны продолжил один из самых способных генералов Нобунаги — Тоётоми Хидэёси, необразованный, тщеславный, но смышлёный и волевой выходец из крестьянских низов. Он продолжил дело своего покровителя с беспощадной решимостью и уже к 1588 году фактически объединил страну. При Хидэёси простолюдинов, набранных в пехоту асигару, включили в самурайское сословие.
В эпоху междоусобных войн произошло некоторое размывание границ сословия, так как удачливый простолюдин мог, подобно Тоётоми Хидэёси, не просто стать самураем, а сделать головокружительную карьеру. Сам Тоётоми Хидэёси является примером такого восхождения — он, будучи сыном простого крестьянина, не мог стать сёгуном, но фактически был им без титула. Размыванию границ сословия также способствовало то, что многие полководцы в ту эпоху использовали во вспомогательных воинских подразделениях непрофессиональных солдат, завербованных из крестьянских семей. Ещё более подорвали систему традиционного самурайства законы о рекрутских повинностях, введённые Ода Нобунага.
Однако уже при Тоётоми Хидэёси размывание самурайского сословия было временно приостановлено. Хидэёси особыми эдиктами подтвердил привилегии самураев и наложил запрет на отходничество крестьян. Указом от 1588 года простолюдинам было строго запрещено владеть оружием. Началась так называемая «охота за мечами», в ходе которой крестьян разоружили.
В 1598 году Хидэёси умер, оставив власть своему несовершеннолетнему сыну, вместо которого государственными делами должен был руководить регентский совет. Именно из этого круга вскоре выделился человек, завершивший объединение страны установлением единовластия — Токугава Иэясу. Он избрал своей резиденцией город Эдо (ныне Токио), хитростью и силой устранил сына Хидэёси и провозгласил себя сёгуном, положив начало сёгунату Токугава, эпоха которого продолжалась более двухсот пятидесяти лет.

### Закат
Сословие самураев получило чёткое оформление во время правления в Японии сёгунов из феодального дома Токугава (1603—1867). Наиболее привилегированный слой самураев в это время составляли так называемые хатамото (буквально — «под знаменем»), являвшиеся непосредственными вассалами сёгуна. Хатамото в своём большинстве занимали положение служивого слоя в личных владениях сёгуна. Основная масса самураев являлась вассалами князей (даймё); чаще всего они не имели земли, а получали от князя жалование рисом.
Кодекс поведения самурая «Бусидо» был проникнут духом беспрекословного подчинения господину и презрения к смерти. Законодательство Токугава разрешало самураю безнаказанно убивать на месте «простолюдина, который неприличествующим образом ведёт себя по отношению к членам военного класса». В период правления дома Токугава, когда внутренние феодальные войны были прекращены, военные отряды самураев использовались, главным образом, для подавления крестьянских восстаний.

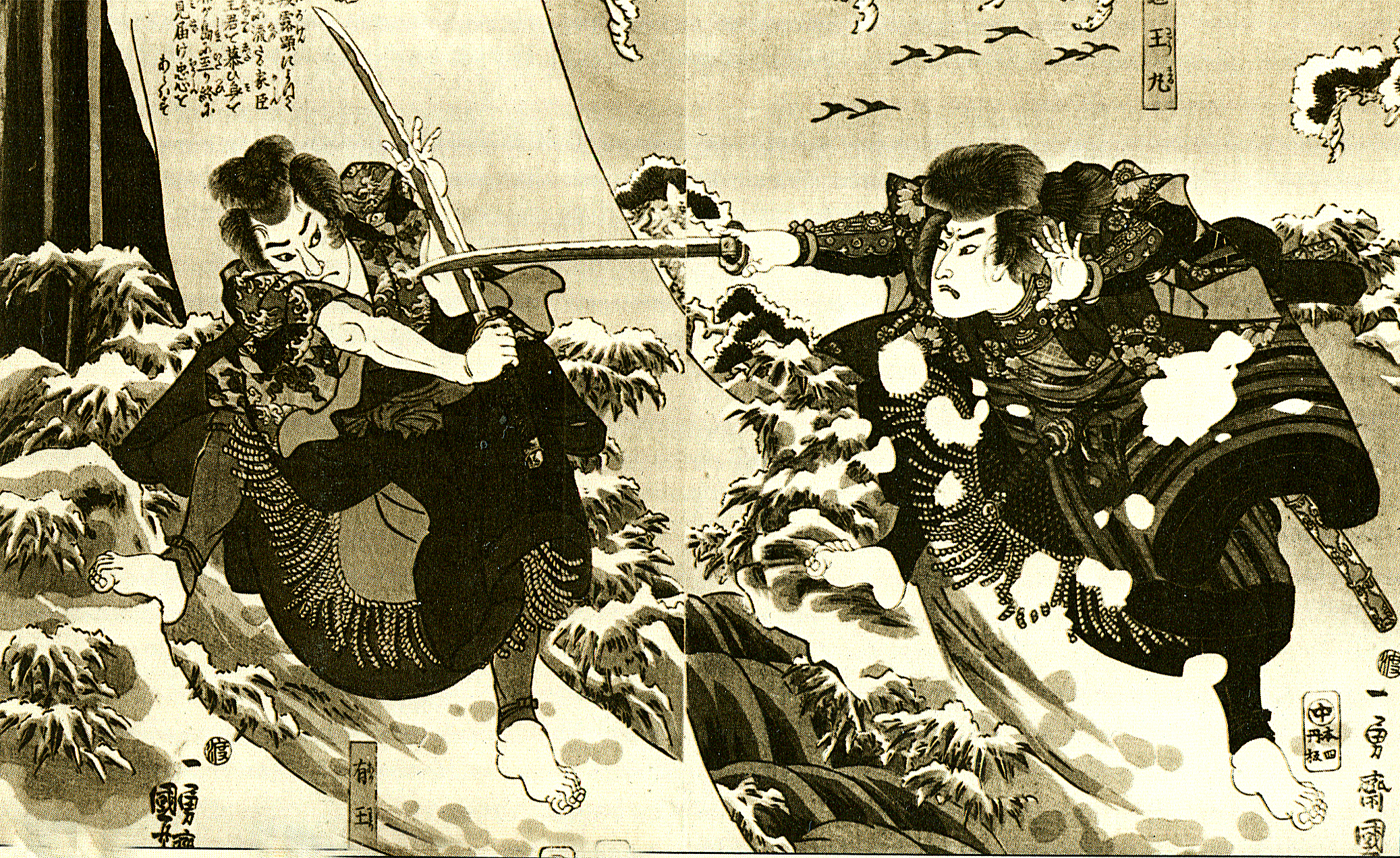
Артисты кабуки изображают бой самураев

Вместе с тем, даймё не нуждались в таких больших отрядах самураев, которые существовали ранее, в периоды феодальных войн, и число самураев в их военных отрядах сокращалось. Часть самураев превращалась в ронинов (деклассированных самураев, вассальная зависимость которых от князей прекратилась; ронины часто переходили на положение горожан, занимались ремеслом, торговлей и другой деятельностью). Иные самураи пополняли ряды ниндзя — наёмных убийц.
Процесс внутреннего распада сословия самураев заметно усилился с середины XVIII века. Развитие мануфактурного производства и усиление городской буржуазии приводили к постепенному экономическому вырождению самурайства. Всё больше и больше самураев и даже влиятельных даймё попадало в долговую зависимость от ростовщиков.
Своего рода комплекс неполноценности, порождённый в самураях их странным положением, находил выражение в обострённой тяге к традиционным духовным ценностям. Повсюду возникали разнообразные школы воинских искусств. С новой силой вспыхнул угасший на время междоусобных войн интерес к философии дзэн, чайной церемонии, живописи и гравюре, изящной словесности.
Многие самураи, даже не переходя на положение ронинов, занимались торговлей, ремёслами и т. д. Рядовые самураи (особенно в княжествах Сацума, Тёсю, Тоса и Хидзэн), тесно связанные с буржуазией, сыграли значительную роль в реставрации Мэйдзи 1868—1889 годов. В ходе неё сословие самураев, как и другие феодальные сословия, было упразднено (из средних и мелких самураев было сформировано сословие сидзоку), однако самураи не потеряли своего привилегированного положения.

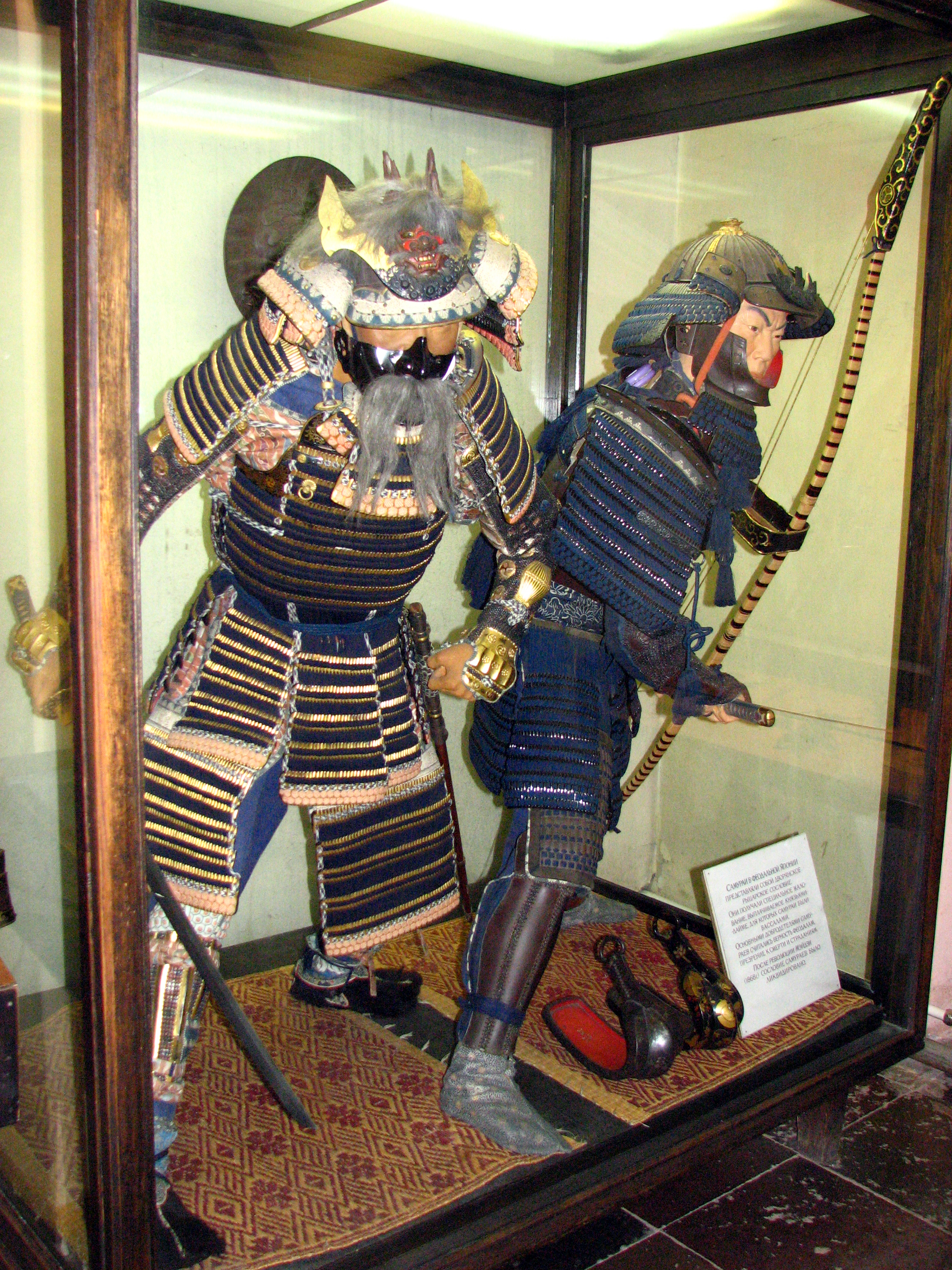
Доспехи и вооружение самураев XVIII века в Кунсткамере (Санкт-Петербург). Преподнесены в дар будущему российскому императору Николаю II во время его визита в Японию в 1891 году

Значительная часть самураев, ещё при Токугава фактически владевшая землёй (госи), стала после аграрных законов 1872—1873 и юридическим собственником этой земли, войдя в состав так называемых «новых помещиков». Из среды бывших самураев пополнялись кадры чиновников, из них состоял в основном офицерский состав армии и флота. Кодекс «Бусидо», прославление самурайской доблести и традиций, культ войны — всё это стало составной частью идеологии милитаристской Японии до начала Второй мировой войны. Термин «самурай» иногда применялся для обозначения служащих японской армии, однако после ликвидации вооружённых сил Японии в 1947 году он окончательно ушёл в историю.

## Воспитание самурая
Обучение в семье и наставления учителя были двумя основными факторами, фундаментом в воспитании молодёжи сословия самураев, формировавшими идеал воина, основанный на мифических сказаниях, буддийском безразличии к смерти, страху и боли, конфуцианском культе сыновней почтительности и чисто японской основе — верности своему феодалу. Семья и наставник прежде всего заботились о становлении характера подростка, вырабатывали отвагу и мужество, выносливость и терпение. Помимо обучения, будущих самураев растили бесстрашными и смелыми, другими словами, развивали в них качества, которые считались в среде самураев самыми главными добродетелями, при которых воин мог пренебречь своей собственной жизнью ради жизни другого. Такой характер развивался чтением рассказов и историй о храбрости и воинственности легендарных героев, знаменитых военачальников и самураев, просмотром театральных представлений. Нередко отец приказывал будущему воину для развития смелости отправляться ночью на кладбище или место, известное своей дурной славой (где «водилась» нечистая сила и т. д.). Практиковалось посещение мальчиками публичных наказаний и казней, а также ночной осмотр отрубленных голов преступников, на которых сын самурая должен был оставить свой знак, доказывающий, что молодой буси действительно приходил на указанное ему место. Чтобы развить у молодёжи терпение и выносливость, сыновей воинов заставляли исполнять непосильно тяжёлые работы, проводить ночи без сна (во время праздников богов учения), ходить босиком зимой, рано вставать и т. д. Ненамеренное же лишение пищи считалось полезным.

## Женщины-самураи

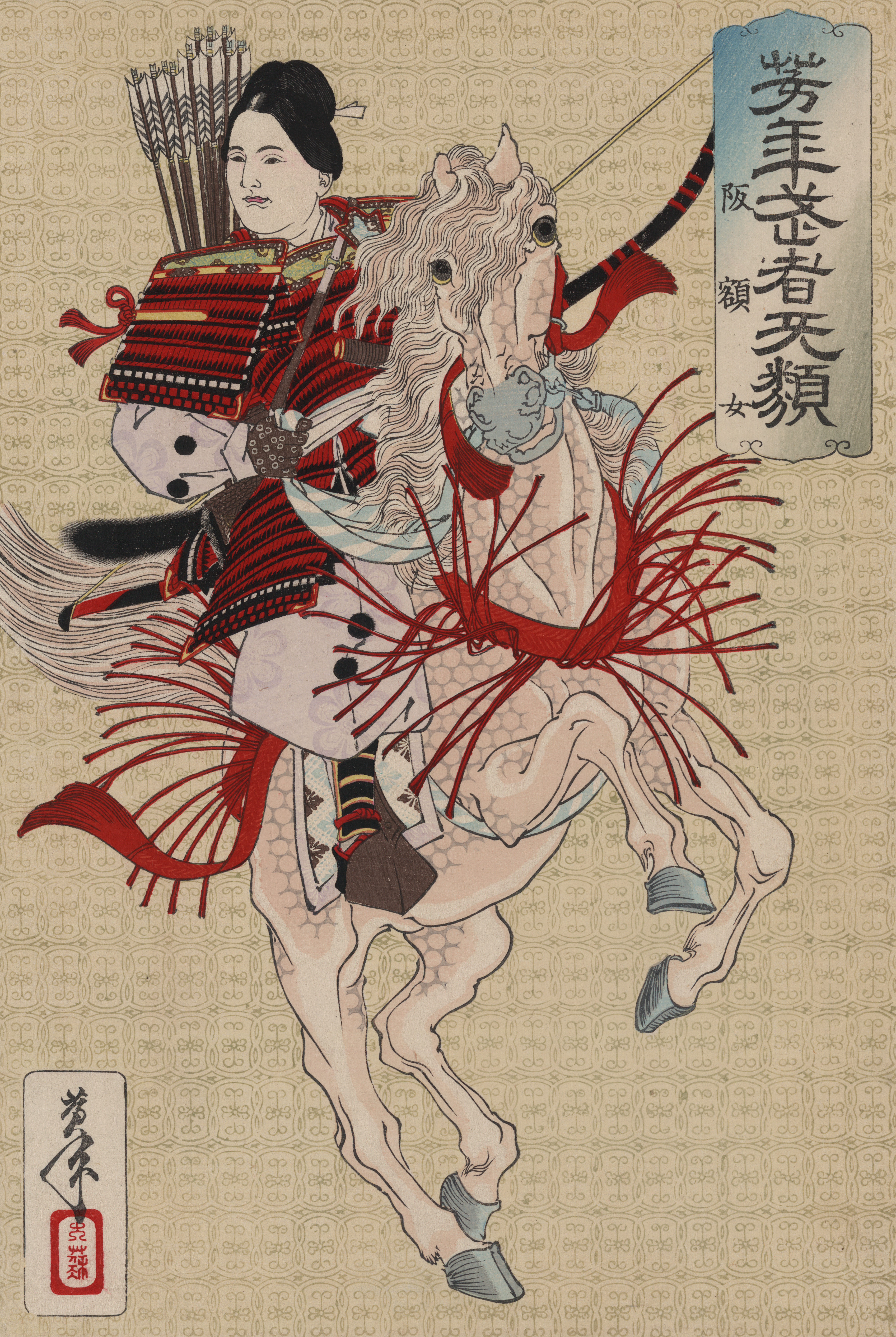
Воительница Хангаку Годзэн (XII век) кисти Ёситоси, ок. 1885 год

Женщины самурайского сословия (онна-букэ) обычно не принимали участия в сражениях, в случае получения соответствующих навыков они именовались онна-бугэйся.

## Бусидо
Этический кодекс поведения самурая в средневековой Японии. Кодекс появился в период XI—XIV веков и был формализован в первые годы сёгуната Токугава.
Если самурай не выполнял правила поведения, его с позором выгоняли из рядов самураев, либо он совершал харакири.

## Привилегии самураев
Крестьянам предписывалось при встрече с любым самураем снимать головные уборы и падать на колени. Самураю разрешалось убить любого крестьянина или горожанина, который его оскорбил словом или действием (кирисутэ гомэн).

## Социальный состав
- Сёгун — наследственный военный диктатор
- Даймё — князья самураев
- Сэмё — более мелкие феодалы, являющиеся вассалами даймё
- Байсин и дан — мелкие феодалы
- Хатамото — личные самураи сёгуна или даймё, знаменосцы
- Гокэнин — личные самураи сёгуна
- Кэнин — рядовые самураи
- Дзи-самурай — самурай вместо жалования имеющий столь крошечный надел земли, что ему приходится самому заниматься крестьянским трудом
- Ронин — самурай без господина, а следовательно и без полагающегося ему жалования. После реставрации Мэйдзи были причислены к соцудзоку, но затем получили личное ненаследуемое сидзоку и их потомки перешли в хэймин